# Scavengers Reign
Scavengers Reign (Llamado en español: Planeta de Recolectores) es una serie de televisión dramática estadounidense de ciencia ficción y de animación para adultos creada por Charles Huettner y Joseph Bennett para Max, con base en su cortometraje de 2016 Scavengers. La serie fue anunciada por HBO Max en junio de 2022 y el 19 de octubre de 2023 se estrenó su primera temporada de 12 episodios.  Desde el momento de su lanzamiento, la serie ha recibido elogios de la crítica, que ha destacado sus actuaciones, trama, animación y atmósfera.
En mayo de 2024, la serie fue cancelada por Max; sin embargo, Netflix adquirió la primera temporada y se tomará una decisión sobre una posible segunda temporada tras el estreno de la primera en la plataforma.

## Sinopsis
La serie narra la vida de los supervivientes del Demeter 227, una nave interestelar de carga, quienes se encuentran varados en el planeta alienígena Vesta, que está repleto de flora y fauna pero también de peligros. Los supervivientes comienzan por separado, en tres grupos: Azi y su compañera robot Levi, Sam y Úrsula, y el aislado Kamen, que viaja con una criatura telepática de nombre Hollow. Con el tiempo, los caminos de todos convergen hacia el Demeter, que ha sido aterrizado forzosamente.

## Reparto

### Principal
- Sunita Mani como Úrsula, miembro de la tripulación en el laboratorio de horticultura del Demeter; varada en Vesta junto con Sam.
- Wunmi Mosaku como Azi, especialista en carga en el Demeter; varada en Vesta junto con Levi.
- Alia Shawkat como Levi, una robot del Demeter; varada en Vesta con Azi.
- Bob Stephenson como Sam, comandante del Demeter; varado en Vesta junto con Úrsula.
- Ted Travelstead como Kamen, un miembro de la tripulación del Demeter que tiene problemas en su carrera y en su matrimonio con Fiona; mientras está varado en Vesta, forma un vínculo con Hollow, una criatura telepática y telequinética. El cocreador Bennett declaró que la presencia de Kamen ha «introducido la codicia y la glotonería humanas en este reino animal»,[4] lo que hace que Hollow se vuelva más siniestro.

### Invitado
- Alia Shawkat como Fiona, la ingeniera en robótica del  Demeter y exesposa de Kamen.
- Sepideh Moafi como Mia, pasajera del Demeter que forma una conexión romántica con Azi.
- Skyler Gisondo como Charlie, pasajero criocongelado en el Demeter .
- Pollyanna McIntosh como Kris, la líder de un grupo de chatarreros de otro planeta; tiene la intención de saquear el Demeter.
- Freddy Rodríguez como Terrence, miembro del grupo chatarrero de Kris.
- Dash Williams como Barry, el miembro más joven y con menos experiencia del grupo de chatarreros de Kris.
- Masha King como Mascha, una sanadora que Úrsula y Sam conocen en sus viajes por Vesta; parte de un grupo que quedó varado en Vesta muchos años antes.
- James Kyson como John, miembro del grupo de Mascha.

## Producción
Joseph Bennett y Charles Huettner crearon el cortometraje original Scavengers (2016) para Adult Swim, canal donde se emitió como parte del bloque de televisión Toonami. El corto animado de ocho minutos no contiene diálogos y se centra en un par de humanos tomando parte en una intrincada serie de interacciones con criaturas alienígenas. De 2018 a 2019, Bennett y Huettner expandieron el concepto a un piloto que no avanzó en Adult Swim, si bien HBO Max retomó luego el programa. La serie de doce episodios fue producida a lo largo de dos años por el estudio Titmouse, Inc. y Green Street Pictures con un equipo que incluía animadores internacionales trabajando de manera remota desde países como México, España, Portugal o Francia.

## Recepción
La serie ha recibido elogios de la crítica. En el sitio web agregador de reseñas Rotten Tomatoes, la primera temporada tiene un puntaje de aprobación del 100% con una calificación promedio de 8,7/10, con base en 16 reseñas críticas. El consenso de los críticos del sitio web señala: «Perturbadora y maravillosa, Scavengers Reign presenta un mundo vívidamente creado que invita a la exploración por parte tanto de sus abandonados personajes como del público televisivo». James Poniewozik del The New York Times la describió como «una historia exuberante, magnífica, hipnótica de supervivencia humana en un lugar que se siente, de una manera que los planetas de la ciencia ficción sólo ocasionalmente logran alcanzar, genuinamente de otro mundo». Andrew Webster de The Verge lo describió como «hermosa y brutal a partes iguales, y bien podría ser la obra de ciencia ficción más original del año».